# Johnny Remember Me
Johnny Remember Me è un singolo di John Leyton del 1961 composto da Geoffrey Goddard e prodotto da Joe Meek. Il brano narra la storia di un ragazzo che sostiene di riuscire a sentire la sua amata deceduta mentre "canta nel vento", e si tratta di una ballata che rientra fra i cosiddetti death ditties: singoli dalle tematiche macabre e controverse di tendenza durante gli anni sessanta. Johnny Remember Me presenta il tipico sound di Meek, fatto di echi e riverberi che contribuiscono a creare un'atmosfera spettrale.

## Storia
Secondo la versione ufficiale, Johnny Remember Me fu scritta di getto da Geoffrey Goddard che, sentendosi ispirato dopo aver dormito, registrò le liriche della traccia adoperando un registratore che teneva accanto al suo letto. Il brano presenta venne accompagnato dagli Outlaws e prodotto da Joe Meek, che applicò diversi effetti di riverbero alla voce di Leyton. Quest'ultimo ritenne che il risultato finale fosse "esilarante". Johnny Remember Me divenne celebre durante una puntata della serie televisiva Harpers West One, ove Leyton cantò il brano nei panni del rocker "Johnny Saint-Cyr" circondato da fan adoranti. Nonostante il suo grande successo, la canzone venne censurata dalla BBC a causa del testo giudicato troppo lugubre.

## Accoglienza
Johnny Remember Me viene ricordata per essere stata la prima traccia prodotta da Joe Meek a raggiungere la prima posizione delle classifiche britanniche.
Nel 2012, il giornalista Tom Ewing dichiarò che Johnny Remember Me fosse "il disco britannico più strano e avvincente mai apparso fino a quel momento". Secondo Ewig, la voce di Leyton "ti stringe la manica, nel disperato tentativo di raccontare una storia di perdita e follia. Meek trasforma le percussioni in un'orda di cavalieri fantasma, e riempie gli spazi vuoti del disco con tinte melodrammatiche, facendo apparire una voce femminile nel ritornello che contribuisce a rifinire il tutto."
Per contro, Spike Milligan non apprezzò il brano: durante una trasmissione del panel show Juke Box Jury andata in onda nel 1961, egli sostenne che quello e gli altri brani di cui si stava parlando nello show non avrebbero avuto successo, e definì Johnny Remember Me "la brutta copia" di (Ghost) Riders in the Sky.

## Cover
- Nel 1963, i francesi Les Chats Sauvages di Mike Shannon scrissero una versione cantata in francese di Johnny Remember Me (Johnny Rapelle-Toi).
- Del brano sono state fatte diverse cover da parte di artisti finlandesi come Tapio Rautavaara (1962), Olavi Virta (1962), Topi Sorsakoski (1985) e Kari Tapio (1986).[7]
- Esiste una versione in lingua olandese di Johnny Remember Me cantata da John Spencer (Johnny, vergeet me niet).
- Nel 1985, i Bronski Beat e Marc Almond crearono un singolo-medley fondendo assieme Johnny Remember Me, I Feel Love di Donna Summer e Love to Love You Baby di Gloria Gaynor che raggiunse la terza posizione delle classifiche. Inoltre, la traccia vendette oltre 300 000 copie facendo guadagnare a Goddard un disco di platino.[8]

## Formazione
- John Leyton – voce
- Bobby Graham – percussioni[9]
- Billy Kuy – chitarra[9]
- Reg Hawkins – chitarra[9]
- Chas Hodges – basso[9]
- Charles Blackwell – pianoforte[9]
- Lissa Gray – voce[9][10]
- Joe Meek – produzione
- Charles Blackwell – arrangiamento

## Tracce
1. Johnny Remember Me – 2:39 (Geoffrey Goddard)
2. There Must Be – 2:35 (Bob Duke)